# Rezolucja Rady Bezpieczeństwa ONZ nr 535
Rezolucja Rady Bezpieczeństwa ONZ nr 535 została przyjęta jednomyślnie 29 czerwca 1983 r.
Po uprzednim zapoznaniu się z raportem zleconej na mocy rezolucji rezolucji nr 527 Misji ONZ do Lesotho, Rada potwierdziła swój sprzeciw wobec apartheidu i wyraziła uznanie dla Lesotho za zapewnienie pomocy uchodzcom z RPA. .
W dalszej części wezwano  państwa członkowskie i organizacje międzynarodowe do udzielenia pomocy Lesotho w związku z zainstiałymi okolicznościami i zwrócono się do Sekretarza Generalnego o monitorowanie sytuacji w regionie, a następnie o składanie sprawozdań Radzie Bezpieczeństwa.